# Robin de Romans

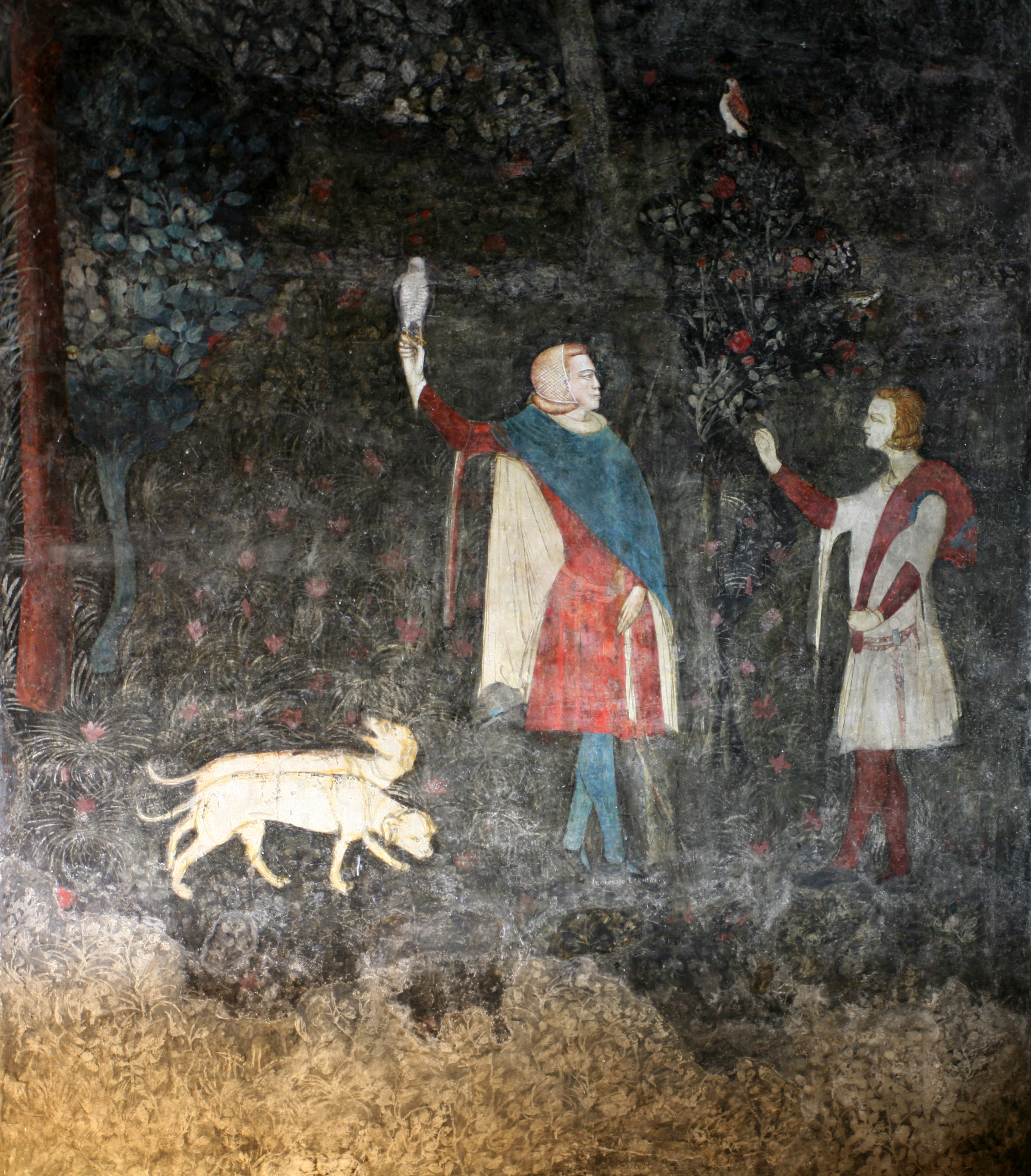
Avignon, Papstpalast, Hirschzimmer (Chambre du cerf): Wandmalerei (Detail), 14. Jahrhundert

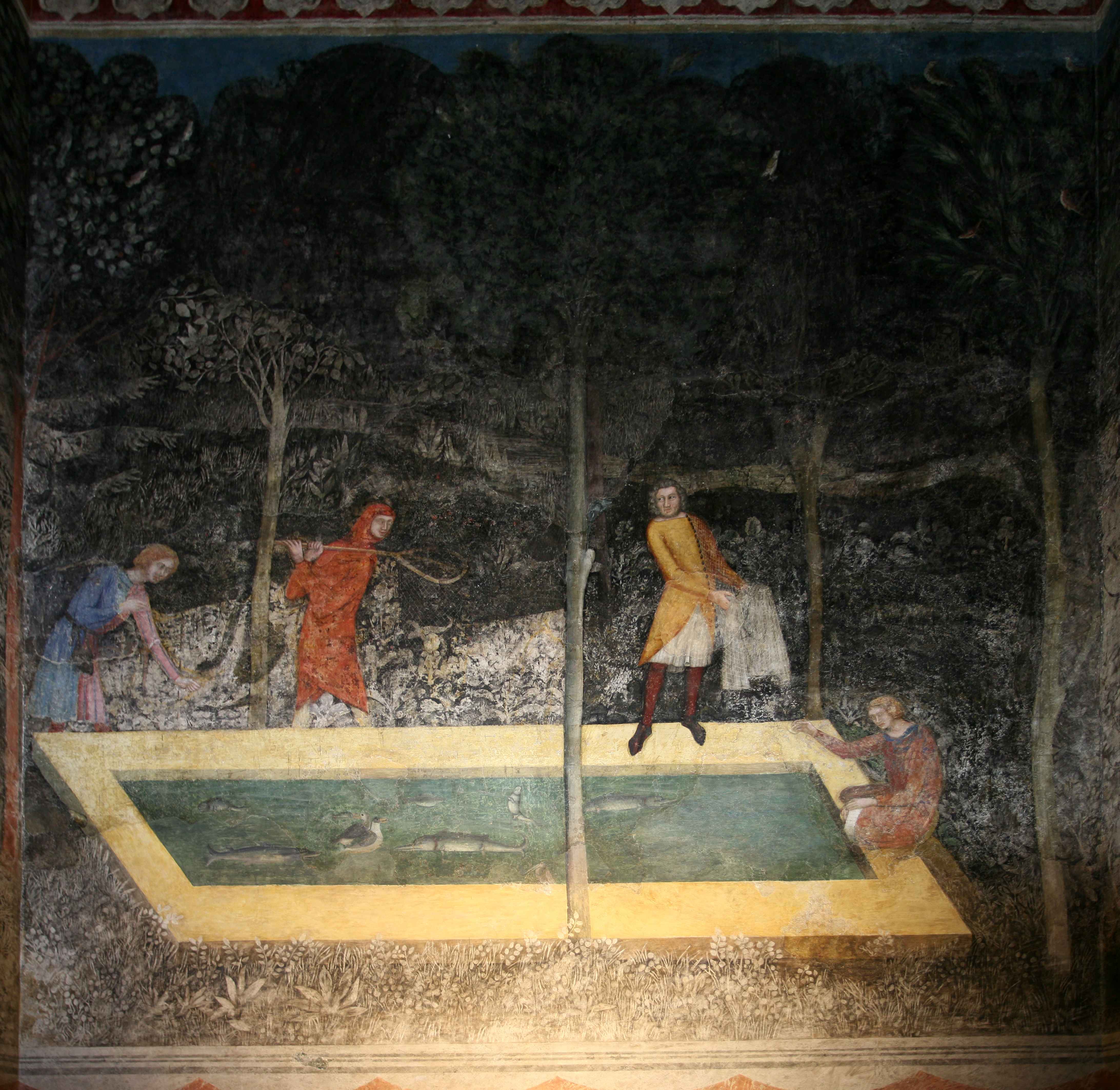
Avignon, Papstpalast, Hirschzimmer (Chambre du cerf): Wandmalerei (Detail, Wasserbassin), 14. Jahrhundert

Robin de Romans war ein französischer Maler, der im 14. Jahrhundert am Hof der Päpste in Avignon in Frankreich tätig war.
Die Päpste residierten statt in Rom in Italien von 1309 bis 1376 und kurze Zeit danach nochmals in Avignon in Frankreich. Sie hatten Künstler aus Italien in ihre neue Residenz gerufen, die ihre Paläste und Kirchen gestalten sollten. Ab ungefähr 1340 waren daher italienische Maler wie Simone Martini oder Matteo Giovannetti da Vitterbo lange Zeit in Avignon tätig und scharten auch lokale französische Künstler um sich. So entstand die Schule von Avignon, eine Verschmelzung von italienischer und französischer Malerei, zu der auch Robin de Romans gerechnet wird.
Robin de Romans’ Lehrmeister war wohl Giovannetti und es sind zahlreiche Dokumente erhalten, die Robin de Romans und die Werkstatt Giovannettis belegen. Giovanetto arbeitete von 1343 bis 1366 am päpstlichen Hof und hatte in dieser Zeit neben Martini entscheidenden Einfluss auf die Entwicklung der Kunst dort.
Robin de Romans soll die Fresken im  Hirschzimmer des Papstpalastes mit Themen der Jagd, also weltlicher Malerei, geschaffen haben. Dies ist das einzige Zimmer, das nicht mit Bildern religiösen Inhalts ausgemalt wurde. Es werden zwei Szenen aus der Hirsch- und Falkenjagd gezeigt. Eine andere Szene stellt Figuren an einem Fischweiher dar, der wohl das in Avignon nachweisbare Wasserbecken darstellt, in dem andernorts lebendig gefangene Fische frisch gehalten wurden. Da die um 1343 entstandenen Malereien stilistisch den Einfluss der Gestaltung von eleganten französischen Wandteppichen nachzuahmen scheinen, werden sie dem Franzosen Robin de Romans zugeschrieben. Dieser arbeitete wohl unter Anleitung einer italienischen Werkstatt, in der er tätig war. Robin de Romans übernahm vor allem die neue Perspektivwahl und die plastische, dreidimensionale Art der Darstellung der Figuren, die sich in der italienischen Renaissance entwickelt hatte.